# Saintlaurentiella heterocheir
Saintlaurentiella heterocheir is een tienpotigensoort uit de familie van de Laomediidae. De wetenschappelijke naam van de soort is voor het eerst geldig gepubliceerd in 1974 door LeLoeuff & Intes.